# Mobilni agenti
Mobilni agenti mogu se odnositi na softverske agente ili aplikacije dizajnirane za obavljanje određenih zadataka na mobilnim uređajima. Ovi agenti mogu obavljati različite funkcije, kao što su pretraživanje interneta, upravljanje korisničkim nalozima, pružanje personalizovanih preporuka, automatsko obavljanje određenih radnji na zahtev korisnika i slično.

## Poreklo i razvoj
Poreklo se može pratiti do pionirskih istraživanja u oblasti veštačke inteligencije i softverskih agenata tokom sedamdesetih i osamdesetih godina prošlog veka. Ideja o autonomnim softverskim entitetima koji mogu delovati u korist korisnika postala je tema interesovanja među istraživačima u to vreme.
Razvoj se ubrzao razvojem mobilne tehnologije tokom devedesetih godina, posebno sa pojavom mobilnih telefona i prvih mobilnih operativnih sistema poput Symbian-a, Palm OS-a i Windows Mobile-a. Ovi raniji oblici mobilnih agenata obično su se fokusirali na jednostavne zadatke kao što su podsećanja, organizacija rasporeda ili slanje poruka.
Prava eksplozija interesovanja za mobilne agente nastupila je tokom 2010-ih godina sa širenjem pametnih telefona i razvojem sofisticiranijih mobilnih operativnih sistema poput iOS-a i Android-a. Velike tehnološke kompanije poput Apple-a, Google-a, Microsoft-a i Amazon-a počele su da lansiraju svoje virtuelne asistente, kao što su Siri, Google Assistant, Cortana i Alexa, koji su predstavljali naprednije oblike mobilnih agenata sposobnih da koriste veštačku inteligenciju za razumevanje i odgovaranje na korisničke zahteve.

## Vrste
- Virtuelni asistenti: Siri, Google Assistant, Amazon Alexa,
- Specijalizovani agenti: Za putovanja, finansije, zdravstvo,
- Agenti za upravljanje: Nadgledaju i upravljaju sistemima,
- Društveni agenti: Interakcija putem društvenih medija,
- Senzorski agenti: Koriste senzore mobilnih uređaja.

## Tehnološke karakteristike
Uključuju veštačku inteligenciju za razumevanje korisničkih zahteva, komunikacione veštine za interakciju sa korisnicima putem različitih kanala, sposobnost personalizacije usluga na osnovu korisničkih preferencija, mogućnost učenja i prilagođavanja na osnovu povratnih informacija, mobilnost za pristup uslugama putem različitih uređaja, interoperabilnost za efikasnu komunikaciju sa drugim agentima i sistemima, kao i sposobnost brzog reagovanja na korisničke zahteve i promene u okruženju.

## Ključni događaji
- 1980: Početak istraživanja u oblasti veštačke inteligencije postavlja temelje za koncepte autonomnih softverskih entiteta.

- 1990: Razvoj prvih mobilnih operativnih sistema kao što su Symbian, Palm OS i Windows Mobile omogućuje implementaciju prvih mobilnih agenata, mada su oni još uvek ograničeni u funkcionalnosti.

- 2000: Kontinuirani napredak u mobilnoj tehnologiji prati se poboljšanjima u mobilnim agentima, ali ovaj period je obično karakterisan više iterativnim poboljšanjima postojećih sistema nego značajnim prekretnicama.
- 2010: Lansiranje virtuelnih asistenata kao što su Siri (2011), Google Assistant (2016), Cortana (2014) i Alexa (2014) obeležava prelomni trenutak u razvoju mobilnih agenata.[7] Ovi virtuelni asistenti koriste napredne tehnike veštačke inteligencije kako bi razumeli i odgovarali na korisničke zahteve na pametnim telefonima i drugim uređajima.
- 2015: Uvođenje naprednih tehnologija kao što su duboko učenje i obrada prirodnog jezika dodatno poboljšava performanse mobilnih agenata, omogućavajući im da postanu još inteligentniji i korisniji korisnicima.[8]

## Savremena era
Postali su ključni deo našeg svakodnevnog života, pružajući nam različite funkcije i usluge putem pametnih telefona i drugih mobilnih uređaja. Ovi inteligentni softverski entiteti, omogućavaju nam da koristimo glasovne komande za obavljanje različitih zadataka, kao što su postavljanje podsetnika, pretraga interneta i kontrola pametnih uređaja u našem domu. Takođe, mobilni agenti koriste napredne tehnike veštačke inteligencije kako bi analizirali naše navike i preferencije i pružili nam personalizovane preporuke za različite sadržaje poput filmova, muzike i restorana. Automatizacija zadataka, navigacija tokom putovanja i upravljanje finansijama samo su neki od primera kako mobilni agenti olakšavaju naš svakodnevni život i čine ga efikasnijim. Sve u svemu, mobilni agenti su postali naši pouzdani digitalni pomagači u današnjem digitalnom dobu.

## Napredak
Bitne karakteristike se odnose na ubrzanje i progresivno unapređenje njihovih funkcionalnosti, performansi i dostupnih usluga tokom vremena. Ovaj koncept se posebno ističe u poslednjih nekoliko decenija, kako se tehnologija veštačke inteligencije i mobilne tehnologije ubrzano razvijala.
Manifestuje se i u drugim oblastima, kao što su aplikacije za putovanja, finansije, zdravstvo i ostale oblasti. Mobilni agenti danas imaju sposobnost da pruže personalizovane usluge, analiziraju podatke u stvarnom vremenu i prilagode se potrebama i preferencijama korisnika na način koji je ranije bio nezamisliv.

## Etika
Obuhvata širok spektar pitanja, uključujući privatnost podataka, transparentnost algoritama, pravednost, odgovornost za odluke agenata i bezbednost sistema. Ključno je razmotriti kako mobilni agenti utiču na korisnike i društvo u celini, te osigurati da njihova upotreba bude u skladu sa moralnim principima i vrednostima. Ovo uključuje osiguranje zaštite privatnosti korisnika, izbegavanje diskriminacije, obezbeđivanje transparentnosti u donošenju odluka i odgovornost za posledice akcija mobilnih agenata.

## Budućnost
U budućnosti će postati još prilagodljiviji i korisniji, pružajući personalizovane usluge i podršku u različitim situacijama. Očekuje se da će se integrisati sa drugim tehnologijama poput Interneta stvari (IoT) i proširene stvarnosti (AR), unapređujući naša iskustva i interakciju sa digitalnim svetom. Bezbednost podataka će ostati prioritet, obezbeđujući zaštitu korisničkih informacija. U suštini, budućnost mobilnih agenata donosi obećanje za još naprednije digitalne asistente koji će poboljšati naše svakodnevne aktivnosti.

## Literatura
- "Basic Concepts, Mobility Models, and the Tracy Toolkit" - Wolfgang Gerteis.
- "Mobile Agents and Applications" - Levente Buttyán, Tamás Vajda.
- "Ethics, Computing, and AI: Perspectives from MIT" - David Kaiser, Abby Everett Jaques, Abraham L. Flaxman.
- "Agent-Based Mobile Computing" - George Roussos.
- "The Age of Intelligent Machines" - Ray Kurzweil.